# Kimberly Joines
Kimberly Joines (Edmonton, 27 gennaio 1981) è una sciatrice alpina canadese paralimpica, vincitrice di due medaglie di bronzo ai Giochi paralimpici invernali e diversi medaglie ai Campionati mondiali di sci paralimpico.

## Biografia
È cresciuta in una famiglia dove si praticava lo sport ad alto livello: suo padre era un atleta e allenatore e anche il fratello praticava sport a livello agonistico. Durante l'adolescenza si era concentrata soprattutto su ginnastica, basket e calcio, sport per i quali è stata premiata "Atleta dell'anno" della sua scuola nel anno del diploma. Ha imparato a sciare all'età di 5 anni, ma durante il liceo ho iniziato a dedicare sempre più tempo allo snowboard. 
Il 26 marzo 2000, dopo una caduta con lo snowboard, che le ha provocato lesioni al midollo spinale e alla vertebra L1/T12, è rimasta paralizzata dalla vita in giù. Ci è voluto un anno dall'incidente 
Successivamente è entrata a far parte della squadra canadese di sci paraalpino. Ha studiato Commercio all'Università di Alberta ad Edmonton e risiede a Rossland.

## Carriera
Ha gareggiato alle Paralimpiadi di Vancouver 2010 in cinque eventi delle gare femminili: discesa libera, superG, supercombinata, slalom gigante e slalom speciale, tutte da seduta.
Joines ha vinto una medaglia di bronzo alle Paralimpiadi di Torino nel 2006. Nel 2007 è stata sospesa dopo essere risultata positiva al test per la marijuana. Ha anche gareggiato nel pallacanestro in carrozzina ai Giochi paralimpici del 2004 ad Atene.
Alle Paralimpiadi invernali del 2014 ha vinto il bronzo nello slalom speciale.

## Palmarès

### Paralimpiadi
- 2 medaglie:
  - 2 bronzi (superG a Torino 2006; slalom a Soči 2014)

### Mondiali
- 8 medaglie:
  - 2 ori (discesa libera e supergigante a Jeongseon 2009)
  - 3 argenti (slalom speciale a Jeongseon 2009; discesa libera e supercombinata a La Molina 2013)
  - 3 bronzi (discesa libera a Wildschönau 2004; slalom speciale e slalom gigante a La Molina 2013)